# خاركيف (نهر)
{{لذا نحتاج لطب شيخوخة 

خاركيف (بالأوكرانية: Ха́рків)‏، أو خاركوف (بالروسية: Харьков)‏ هو نهر في خاركيف أوبلاست بأوكرانيا، رافد على يسار لوبان [الإنجليزية]. ينبع من بلدة اوكتيابرسكي [الإنجليزية] في أوبلاست بيلغورود بروسيا ويصب في لوبان في مدينة خاركيف.
قد يكون نهر خاركيف قد أعطى اسم مدينة خاركيف. يُعرف النهر أيضًا بأنه مكان للأشخاص الذين يستمتعون بالسباحة في المياه الباردة المعروفة باسم مورزي أو «الفظ» للسباحة.

## المعرض

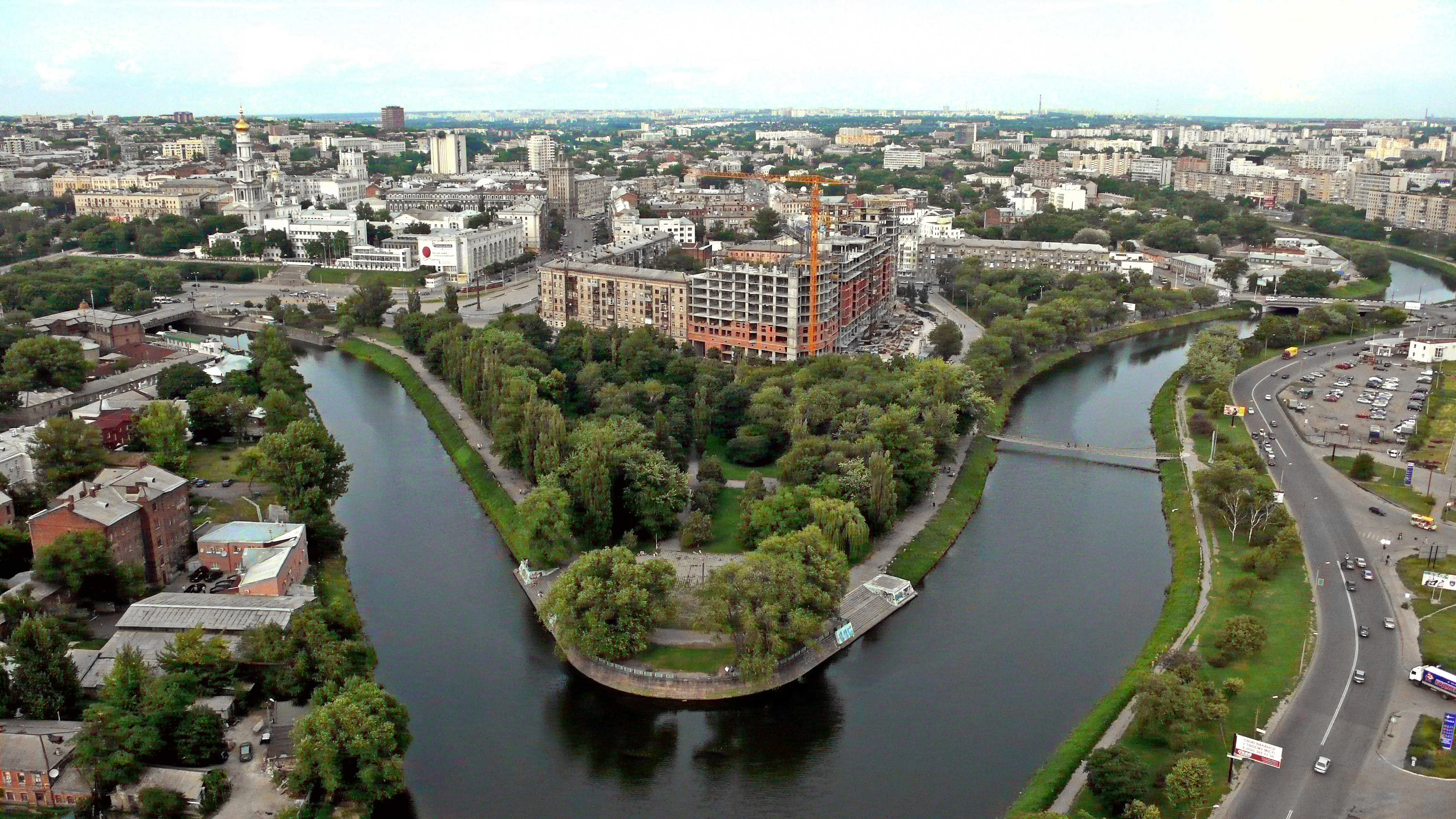
مكان "لوبان بوينت" حيث يصب نهر خاركيف في لوبان